# Балзукевич, Болеслав
Боле́слав Балзуке́вич (пол. Bolesław Bałzukiewicz, лит. Boleslovas Balzukevičius, бел. Баляслаў Бальзукевіч; 12 февраля 1879, Вильно — 13 февраля 1935, Вильно) — польский скульптор; профессор виленского Университета Стефана Батория (1919), заведующий кафедры скульптуры университета (1919—1935).

## Биография
Родился в семье виленского резчика самоучки Винценты Балзукевича, брат художника Юзефа Балзукевича и художницы Люции Балзукевич.
Начальное художественное образование получил в виленской Рисовальной школе И. П. Трутнева (1897—1902). В 1897—1902 годах учился в краковской Академии искусств у Константы Лящки и Альфреда Дауна. В 1902—1903 годах продолжил обучение в Национальной высшей школе изящных искусств в Париже. 
Жил в Вильно с 1903 или с 1904 года до 1907 или 1908 года. В Париже вместе с Антонием Вивульским отливал памятник Грюнвальдской битве, участвовал в выставках. 
С 1919 года вновь жил в Вильне. Был профессором кафедры скульптуры Университета Стефана Батория
Похоронен на кладбище Расу в Вильне.

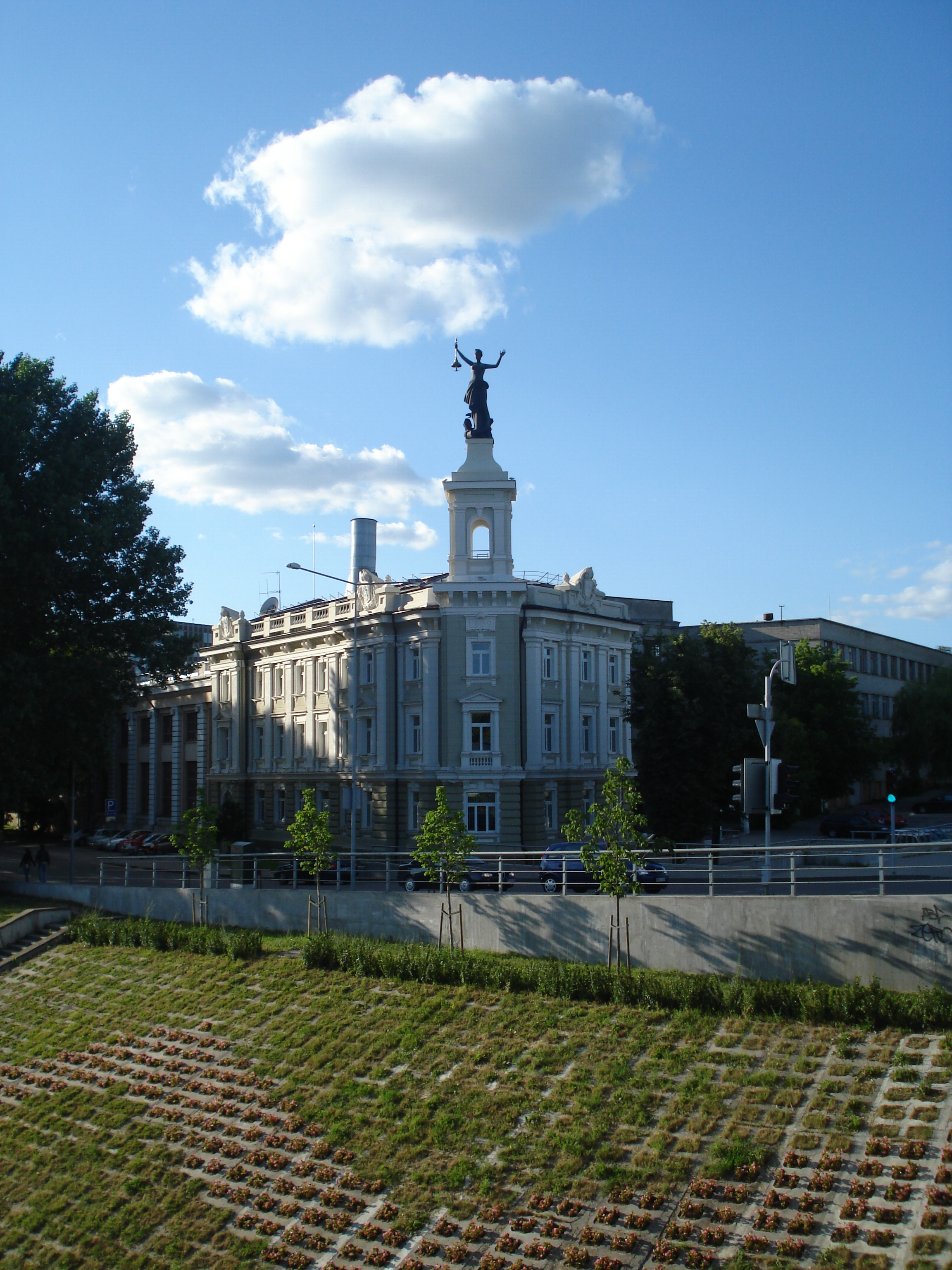
Электра

## Творчество
Помогал Антонию Вивульскому в отливке памятника Грюнвальдской битве под Краковом (1910).

### «Электра»
Одна из важнейших работ Балзукевича — аллегорическая фигура Электричества на угловой башне здания виленской теплоэлектростанции (вильнюсская ТЭЦ) на берегу Вилии (ныне Музей энергетики и техники, ул. Ринктинес 2, Rinktinės g. 2). Скульптура «Электра» (высота 4 м) была установленная в 1902 году. Она изображала фигуру женщины с лавровым венком на голове, держащую в правой руке электрическую лампу; вознесённая левая рука возвещает новую светлую эру. У её ног — фигура человека, заслоняющего левой рукой глаза от слепящего света.
В 1957 или в 1958 году статуя была снята. По утверждению историка архитектуры Вильнюса Владаса Дремы, в 1970 году она была уничтожена. В 1994 году статуя была восстановлена скульптором Пятрасом Мазурасом по старым фотографиям и в 1995 году установлена на прежнем месте (бронза, высота 4 м).

### Святой Яцек
В 1901 году (по другим сведениям, в 1908 году при реконструкции часовни Святого Яцека (святой Гиацинт) у бывшей городской заставы (ныне на перекрёстке улиц Басанавичяус, Jono Basanavičiaus g., и Муйтинес, Muitinės g., откуда начинаются проспект Саванорю, Savanorių prospektas, и улица С. Конарскё, S. Konarskio) на ажурной псевдобарочной башне, треугольной в плане, прежняя обветшавшая деревянная статуя святого была заменена новой, созданной Балзукевичем. Статуя весом 130 кг, высотой 2 м (по одним сведениям, из бронзы, по другим — из меди изображает святого, облаченного в монашеский хабит (гарниш), с монстранцией в правой руке и с статуей Пресвятой Девы Марии с младенцем Иисусом в левой, которые он, по преданию, чудесным образом спас во время нашествия татар, унеся из своей церкви и пройдя по водной поверхности реки. Такая же скульптура Святого Яцека (из другого материала) установлена в нише бокового фасада костёл Непорочного Зачатия Пресвятой Девы Марии на Зверинце в Вильнюсе.

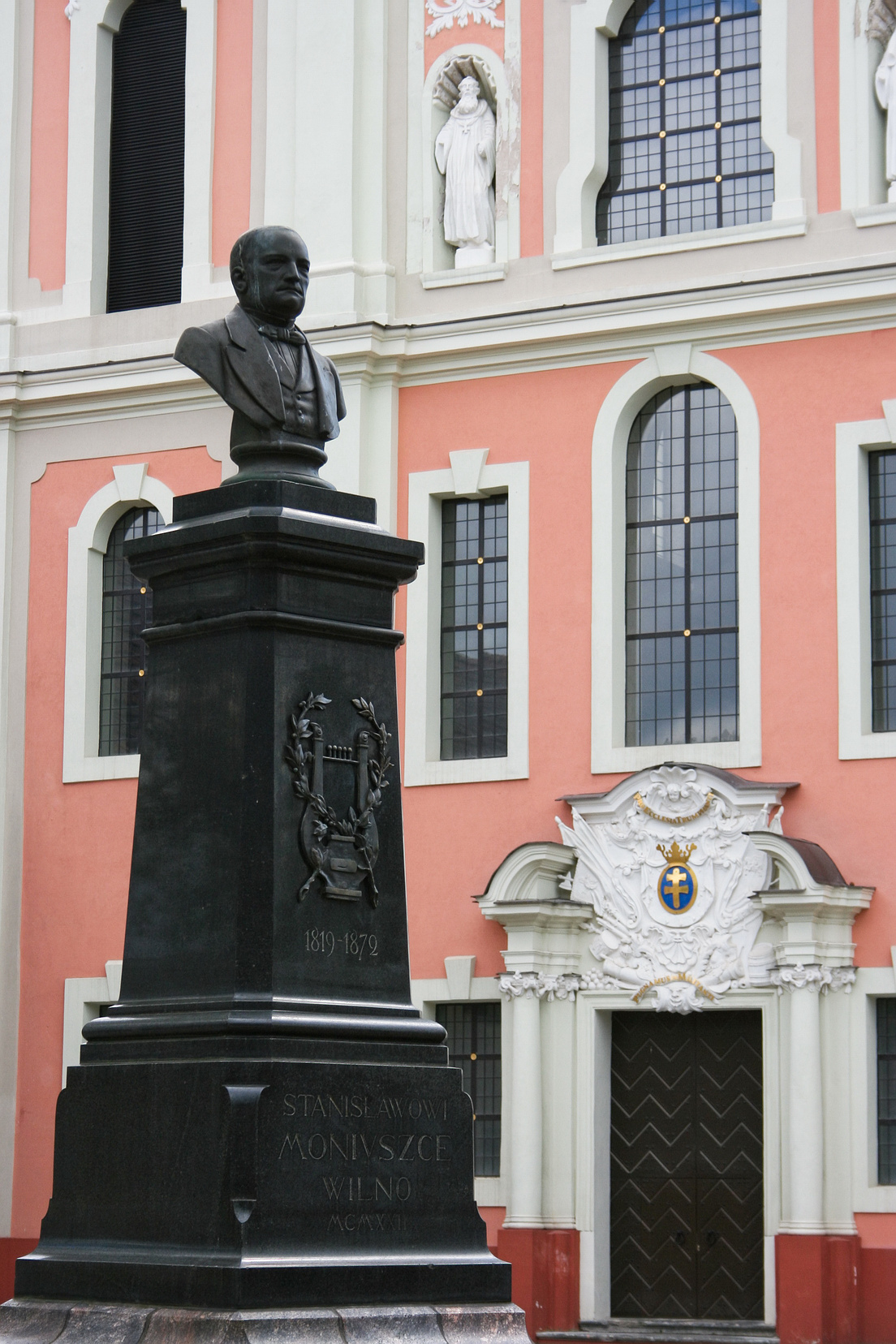
Памятник С. Монюшке в Вильнюсe

### Другие произведения

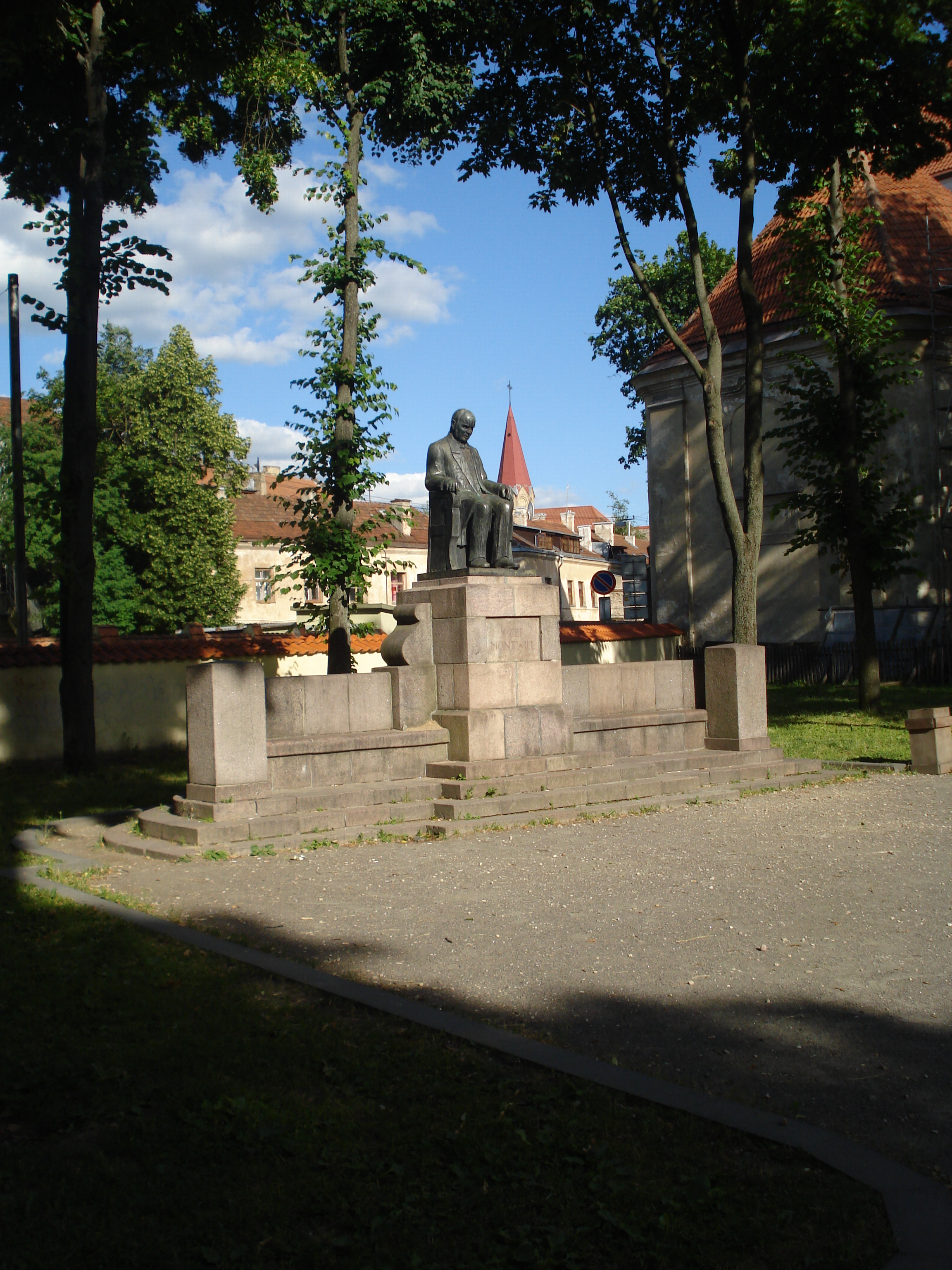
Памятник Юзефу Монтвиллу

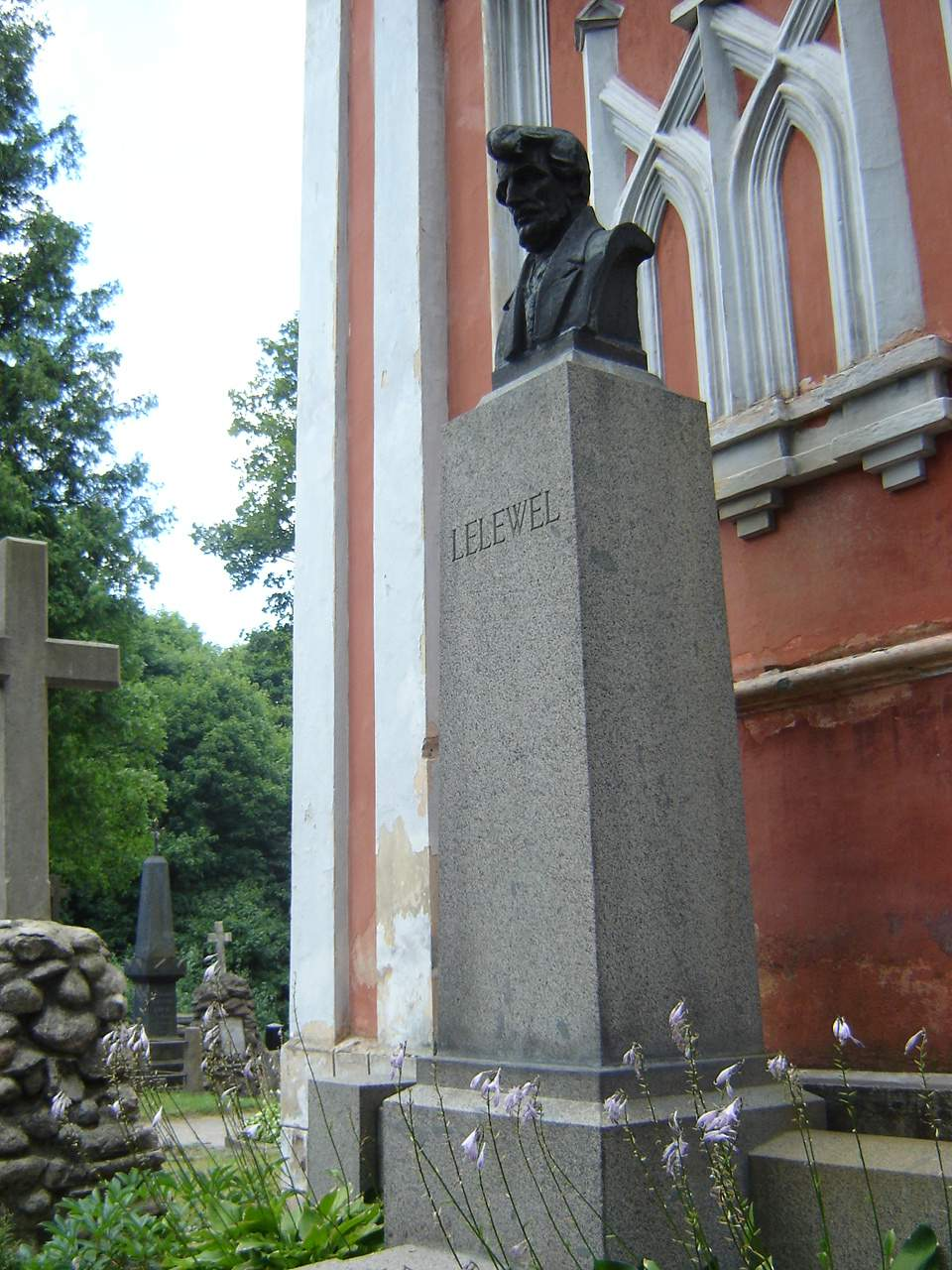
Памятник на могиле И. Лелевеля

Балзукевич также известен как автор памятника композитору Станиславу Монюшке в сквере у костёла Святой Екатерины (1922; бюст Монюшко установлен на постаменте, оставшемся от памятника Александру Пушкину с эвакуацией бюста русского поэта из Вильны в 1915 году).
В 1929 году к 350-летию Виленского университета в нишах здания аулы были установлены аллегорические фигуры Истины и Красоты работы Болеслава Балзукевича. После Второй мировой войны они были уничтожены.
Скульптор создал памятник известному банкиру и меценату Юзефу Монтвиллу в сквере у францисканского костёла Вознесения Пресвятой Девы Марии на улице Трокской (ныне Траку; Trakų g.; архитектор Ян Бровский). Скульптура создана в 1911 году, памятник поставлен в 1935 году, по другим сведениям в 1931 году, к двадцатилетию смерти Монтвиллы. Памятник представляет собой бронзовую фигуру Монтвиллы (высотой 1,7 м), сидящую в кресле на гранитном постаменте высотой 2,2 м..
Автор медальонов, реалистических скульптурных групп («Эмигранты», «Сироты», «Война», 1905—1908), бюстов Адама Мицкевича, Иоахима Лелевеля и других, мемориальных таблиц Антонию Вивульскому (1925) и других. Создал надгробные памятники на могиле брата (Юзефу Балзукевичу (1925) и историка Иоахима Лелевеля (1932) на кладбище Расу.
В 1933 году на могиле поэта, публициста и журналиста Чеслава Янковского на кладбище Расу был установлен памятник по проекту Болеслава Балзукевича и Фердинанда Рущица в виде обелиска с урной наверху, барельефным портретом Янковского и надписью на латинском языке „Qui nunquam queivit quiescit“ («Покоится, кто никогда не пребывал в покое»).
Произведения хранятся в Литовском художественном музее.